# 한자사전
한자사전(漢字辭典)은 한자의 음사전이다.유

## 중국의 사전과 체계
사고전서의 소학류(小學類)에는 중국의 사전을 자서, 운서, 훈고로 구분하고 있다. 이것이 전통적인 한자사전의 구분법이며 주로 낱자를 다룬다. 옛 중국어는 한 글자가 한 낱말인 경우가 많아서 낱자를 다뤄도 어휘를 충분히 다룰 수 있었다. 이후 사회가 복잡해지면서 어휘를 설명하는 사전이 필요해졌고 이는 사전(辭典/詞典)으로 부른다. 현대한어사전과 같은 서구 사전학의 영향을 받은 중국어사전은 병음을 중심으로 배열하여 전통적인 분류체계에서 벗어난다.

### 자전
한자 자형에 따라 뜻과 음, 어원 등을 배열한 책을 자전(字典) 혹은 자서(字書)라 한다. 설문해자나 옥편 등이 해당되며 강희자전(康熙字典) 이후 주로 자전이라 불리었다. 한자로 표기되므로 중국에서는 단어가 중심이 되지 않고 한자를 중심으로 단어가 배열되는 체계가 보통이었다. 자전은 부수로 나뉜 뒤 획수로 배열되는 부수법을 사용하고 있으며 이는 후한의 허신이 '설문해자'(說文解字, 서기 100년경)에서 구축한 방법론이다.
중국어사전의 가장 오랜 형태는 초급 한자 교재에 가까운 것이었는데 부분만 남아있거나 다른 책에 인용된 형태로 살아남았다. 예를 들어 서주 선왕대의 역사가들이 편집한 사주편(史籀篇)은 이후 설문해자에 실린 주문(籀文) 이체자의 원형을 담고 있었다. 이사가 편집한 창힐편(倉頡篇)은 진나라의 소전을 재구성하는데 도움되었다.
2세기경의 설문해자는 540부수로 한자를 나누었고 543년에 쓰인 옥편은 542부수로 재분류했다. 매응조(梅膺祚)가 1615년에 쓴 자휘(字彙)는 540부수를 214부수로 줄이고 획수의 개념을 만들어 부수 안에서의 한자 배열에 규칙을 두었다. 1627년의 정자통(正字通) 역시 214부수를 택했다. 1716년의 강희자전은 214부수 체계로 만들어진 사전의 결정판이다. 부수법은 대단히 효율적이어서 지금도 이용된다. 부수법을 보완하는 방법으로 검색 어려운 한자들을 모아서 분류하거나(難檢字表) 컴퓨터 도입 이후 강화된 다중부수방식 등이 나오고 있다.

### 운서
운서는 음절의 각운이나 성조에 따라 낱자를 분류한다. 운서는 주로 한시를 쓸 때 운율에 맞는 글자를 고르기에 적합한 사전으로 요즘의 각운 사전이나 역순사전에 해당된다. '절운'(切韻, 601년)을 시초로 보며 광운(廣韻, 1011년)과 집운(集韻, 1037년)으로 확대되었다. 중원음운(中原音韻)도 운서이다. 운서의 문제점은 운을 알아야만 찾을 수 있어 지식인들만 사용가능했다는 점이다. 용감수감(龍龕手鑑)의 경우 부수를 운으로 배열하기도 했다.
현대 중국어사전은 주로 병음을 기준으로 배열되고 부수법으로 보완된다. 그 외에 사각호마나 창힐수입법과 같은 검색방식을 보조적으로 쓰기도 한다.

### 훈고서
의미별로 분류한 사전을 훈고서라 불렀는데 여기에는 이아, 석명(釋名), 방언(方言) 등이 있다. 이아는 사물을 19가지 의미분류로 나누었다. 한대의 소이아(小爾雅)는 13 분류로 줄였다. 북위의 광아(廣雅)는 19 분류를 유지했다. 북송의 비아(埤雅)는 동식물을 8분류로 나누었다. 찾아보기에 좋은 분류는 아니어서 비효율적이었다.
이아와 다른 체계를 가진 훈고서로 방언(方言)과 석명(釋名)이 있다. 방언은 말 그대로 방언을 다룬 사전이었고 석명은 익살스러운 뜻풀이를 담고있었다.
백과사전적인 것들도 있었는데 이를 유서(類書)라 한다. 자연, 사물의 현상이나 고전에서 뽑은 단어의 용례 등이 분류되어 있었다. 규모가 커져 나중에는 사전이라기보단 전집같은 느낌을 주었다. 예문유취(藝文類聚), 태평어람(太平御覧), 영락대전(永樂大典), 고금도서집성(古今圖書集成), 패문운부(佩文韻府) 등이 있다.

## 한국의 사전
고려어의 흔적을 찾을 수 있는 《계림유사》가 가장 이른 언어사전이다. 고려어를 중국의 손목이 듣고 한자로 기록한 것이다. 356개의 어휘가 실려있다. 명나라 때의 《조선관역어》(1408)는 596개의 조선어 어휘를 한자로 기록해놓은 책이다. 이후 《향약구급방》(1236)이나 《향약집성방》(1433) 등에서 각종 약초명의 목록을 볼 수 있다. 이후 실학연구가 심화되면서 사물의 명칭을 모은 초기 백과사전 형태인 물명류가 다수 집필되었다. 이만영이 출간한 《재물보》(1789)나 유희의 《물명고》(1820년대)가 대표적이고 정약용의 《청관물명고》는 다수의 필사본이 전한다. 정약전의 《자산어보》도 특화된 형태의 물명류 책이다. 각종 이두 사전과 역관들의 학습을 위한 사전인 유해류(《역어유해》·《역어유해보》 (중국어), 《왜어유해》(일본어), 《몽어유해》·《몽어유해보편》(몽골어), 《동문유해》(만주어), 《방언집석》(5개 언어(우리나라, 중국, 일본, 몽골, 만주)), 《한청문감》(만주어·중국어) 등)도 우리말 연구에 유용한 옛사전들이다.
운서류로는 고려말로 추정되는 《삼운통고》가 가장 오랜 것이며, 이후 《삼운통고보유》(1702), 《증보삼운통고》(18세기) 등으로 보완되었다. 삼운통고류와 사성통고, 최세진의 《사성통해》(1517), 《홍무정운역훈》, 《속첨홍무정운》 등은 모두 중국음만을 실었던 운서들이다. 한국음까지 실린 운서에는 《동국정운》(1448), 홍계희의 《삼운성휘》(1751), 박성원의 《정음통석》(1787), 규장각 학사들이 지은 《규장전운》(1796) 등이 있다. 삼운성휘는 한자 배열의 순서를 훈몽자회 한글자모 순에 맞추었다.
자전으로는 최세진의 《훈몽자회》(1527), 한호의 《석봉천자문》(1583), 이식의 《초학자훈증집》(자훈을 증보간행, 1664), 정조대의 《전운옥편》 등이 있다. 박선수는 《설문해자익징》(설문해자의 주해, 1912)을 펴내기도 했다. 이 외에도 백과사전류가 있다.
근래 한국의 자전 중 주목할만한 것으로 《한한대사전》이 있다. 한국, 중국, 일본 등에서 경쟁적으로 만들고 있는 한자대사전의 한국측 성과이다.

## 일본의 사전
일본의 사전 중 남아있는 가장 오래된 것으로는 헤이안 시대 초기의 승려 구카이(空海)가 편찬한 《전예만상명의》(篆隷万象名義, 9세기 초)가 있다. 중국의 《옥편》(玉篇)을 기초로 만든 것이다. 다음으로는 승려 쇼쥬(昌住)가 편찬한 한자사전인 《신찬자경》(新撰字鏡, 9세기 말)이 있다. 모두 한자를 자형으로 분류한 자서(字書)이다. 이후 유취명의초(類聚名義抄)로 이어지는 흐름이다.
한편 이아에 기원을 두는 의미별 분류 사전 계통으로는 헤이안 중기 미나모토노 시타고(源順)가 편찬한 《화명류취초》(和名類聚抄)가 있다. 항목이 다양하여 일본에서 가장 오래된 백과사전으로 볼 수 있다. 이런 계통으로는 무로마치 시대에 백성들의 일반인들의 문자 해독력이 좋아지면서 보급된 《하학집》(下学集)이나 《절용집》(節用集) 같은 사전 등이 있다.
또 한자의 음에 따라 분류한 운서(韻書)로는 남북조 시대의 《취분운략》(聚分韻略)이 있다.
아즈치 모모야마 시대 말기인 1603년에 예수회 선교사들이 최초의 사전인 《일포사서》(日葡辞書)를 만들었다. 《일포사서》는 포르투갈어를 당시 일본어 음운으로 기록하고 있어 매우 중요한 사료이다. 에도 시대에는 절용집이나 오라이모노(往来物)를 기초로 다수의 사전이 발행되었다. 그중 《화한삼재도회》(和漢三才図会)나 《고금요람고》(古今要覧稿) 등은 백과사전으로 불릴만한 내용을 담고있었다. 메이지 시대에는 언어정책의 일환으로 오츠키 후미히코(大槻文彦)의 언해(言海)가 편찬되었다. 오츠키는 서양의 언어이론(특히 웹스터 사전)을 기초로 일본어의 언어이론을 체계화하고 언해를 지었다. 이후 언해를 모방한 사전이 다수 출간되었는데 패전 후에 신무라 이즈루(新村出)가 출간한 《코지엔》(広辞苑)을 비롯해 독특한 뜻풀이로 알려진 야마다 다다오(山田忠雄)외가 편찬한 《신명해국어사전》(新明解国語辞典) 등 다양한 사전이 나왔다.

## 같이 보기
- 한한대사전
- 한국한자어사전
- 옥편
- 강희자전
- 한중일월 통합 한자
- 중국어 사전
- 한자의 한국 전래